# (10606) Crocco
(10606) Crocco ist ein Asteroid des Hauptgürtels, der am 3. November 1996 von den italienischen Astronomen Valter Giuliani und Francesco Manca am Osservatorio Astronomico Sormano (IAU-Code 587) in Sormano entdeckt wurde.
Der Asteroid wurde am 28. März 2002 nach dem italienischen Flug- und Raketenpionier Gaetano Arturo Crocco (1877–1968) benannt, der während des Ersten Weltkriegs Luftschiffe und Windkanäle konstruierte. 1951 gründete er die Italienische Raketengesellschaft und war mitverantwortlich, dass Italien 1960 einen eigenen Satelliten in den Weltraum brachte.